# キジャーノ
キジャーノ（Quijano、香港表記: 佳駿龍）はドイツで生産された競走馬である。クィジャーノと表記される場合もある。
自国のドイツ以外にもドバイ、フランス、カナダ、香港、イタリア、アメリカ合衆国といった各国および地域の競馬場で走った経験がある。主戦騎手はアンドレアシュ・シュタルケが務め、11戦目以降すべての競走で騎乗している。

## 経歴

### 2005年、2006年（3歳、4歳）
3歳時の2005年3月27日に競走馬デビュー戦を迎えたが5着だった。その後約1年の休養を経て4歳となった2006年4月17日にデビュー2戦目で初勝利を挙げた。この勝利以降快進撃が始まり、9月3日のレースまでこの年は一般競走を中心に7戦してすべての競走で勝利した。その後は休養に入って3歳戦を終えた。

### 2007年（5歳）
休養を終え、この年はドバイに遠征し、遠征初戦となった1月25日のアマントロフィー（一般競走）ではマイケル・キネーンが騎乗して勝利した。 続く2月9日のガルフニューストロフィー（一般競走）もキネーンが騎乗して2006年のジョッキークラブ大賞勝ち馬のレイヴロックを2着に抑えて勝利した。そして重賞競走初挑戦となった3月1日のドバイシティーオブゴールド（当時G3）では以降主戦騎手となるアンドレアシュ・シュタルケを鞍上に迎えて勝利し、前年からの連勝を10まで伸ばして重賞競走初勝利を挙げた。しかし続くG1競走初挑戦となった3月31日のドバイシーマクラシックでヴェンジェンスオブレインに敗れて7着となり連勝は10で止まった。レース後は休養を挟んでフランスへ遠征し、7月18日のヴィシー大賞 (G3) では10着だったものの、8月5日にドイツで準重賞競走を制し、続く9月2日のバーデン大賞では2着となった当年のドイチェスダービー馬のアドラーフルークをクビ差で抑えてG1競走初勝利を挙げた。次走はカナダに遠征し、10月21日のカナディアンインターナショナルステークスで3着となった。その後は予備登録を行っていたジャパンカップを回避して香港に遠征し、12月9日の香港ヴァーズに出走したがドクターディーノに1馬身半差で敗れて2着だった。

### 2008年（6歳）
前年に続きドバイに遠征し、2連覇の懸かった3月6日のドバイシティオブゴールド（当時G3）は5着、続く2年連続出走となったドバイシーマクラシックではサンクラシークに敗れて4着だった。その後は各地に遠征し、再び香港に遠征して出走した4月27日のクイーンエリザベス2世カップはアーチペンコに敗れて5着だったが続くイタリアに遠征して出走したミラノ大賞典を制しG1競走2勝目を挙げた。次走の自国で行われた7月20日のドイツ賞では前年のバーデン大賞で2着に抑えていたアドラーフルークに敗れて2着、再びカナダに遠征して出走した9月7日のノーザンダンサーターフステークスも2着、続く2年連続出走となった10月4日のカナディアンインターナショナルステークスではマーシュサイドに敗れて9着となり、レース後は休養に入った。

### 2009年（7歳）
休養を終え、この年も3年連続でドバイに遠征し、3年連続出走となった3月5日のドバイシティオブゴールド (G2) で2着となり、次走は3年連続出走となった3月28日のドバイシーマクラシックだったが、6着という結果に終わった。その後、イタリアに遠征し、6月14日のミラノ大賞典を連覇しG1競走3勝目を挙げた。その後、アメリカに遠征し、7月11日のマンノウォーステークスに出走したが、ジオポンティの3着に敗れた。続く8月15日のソードダンサーインビテーショナルハンデキャップでは6着に終わった。その後、三度カナダに遠征し9月20日のノーザンダンサーターフステークスに出走したが、2年連続で2着に敗れた。本番のカナディアンインターナショナルステークスでは競走を中止した。

### 2010年（8歳）
休養を終え、この年も4年連続でドバイに遠征し、2月11日のGNAds4Uに出走し3着と好走した。4年連続出走となった3月4日のドバイシティオブゴールド (G2) では7着に敗れた。本番のドバイシーマクラシックでは12着と大敗した。3連覇をかけて6月13日のミラノ大賞典に出走したが、4着に敗れた。7月17日のドイツ賞では3着、8月15日のラインラントポカルでは4着、9月5日のバーデン大賞では2着、9月26日のオイロパ賞では3着、10月17日のジョッキークラブ大賞では7着と勝ちきれないレースが続いた。その後現役を引退した。

## 血統表
| キジャーノの血統アルヒミスト系 / Nearco 5×5=6.25%、Northern Dancer 3×5=15.63%（母内） | キジャーノの血統アルヒミスト系 / Nearco 5×5=6.25%、Northern Dancer 3×5=15.63%（母内） | キジャーノの血統アルヒミスト系 / Nearco 5×5=6.25%、Northern Dancer 3×5=15.63%（母内） | （血統表の出典）       | （血統表の出典） |
| 父 Acatenango 1982 栗毛                                                               | 父の父Surumu 1974 栗毛                                                                | Literat                                                                               | Birkhahn               | Birkhahn         |
| 父 Acatenango 1982 栗毛                                                               | 父の父Surumu 1974 栗毛                                                                | Literat                                                                               | Lis                    |                  |
| 父 Acatenango 1982 栗毛                                                               | 父の父Surumu 1974 栗毛                                                                | Surama                                                                                | Reliance               | Reliance         |
| 父 Acatenango 1982 栗毛                                                               | 父の父Surumu 1974 栗毛                                                                | Surama                                                                                | Suncourt               |                  |
| 父 Acatenango 1982 栗毛                                                               | 父の母Aggravate 1966 鹿毛                                                             | Aggressor                                                                             | Combat                 | Combat           |
| 父 Acatenango 1982 栗毛                                                               | 父の母Aggravate 1966 鹿毛                                                             | Aggressor                                                                             | Phaetonia              |                  |
| 父 Acatenango 1982 栗毛                                                               | 父の母Aggravate 1966 鹿毛                                                             | Raven Locks                                                                           | Mr.Jinks               | Mr.Jinks         |
| 父 Acatenango 1982 栗毛                                                               | 父の母Aggravate 1966 鹿毛                                                             | Raven Locks                                                                           | Gentlemen's Relish     |                  |
| 母 Quila 1997 栗毛                                                                    | 母の父Unfuwain 1985 鹿毛                                                              | Northern Dancer                                                                       | Nearctic               | Nearctic         |
| 母 Quila 1997 栗毛                                                                    | 母の父Unfuwain 1985 鹿毛                                                              | Northern Dancer                                                                       | Natalma                |                  |
| 母 Quila 1997 栗毛                                                                    | 母の父Unfuwain 1985 鹿毛                                                              | Height of Fashion                                                                     | Bustino                | Bustino          |
| 母 Quila 1997 栗毛                                                                    | 母の父Unfuwain 1985 鹿毛                                                              | Height of Fashion                                                                     | Highclere              |                  |
| 母 Quila 1997 栗毛                                                                    | 母の母Quest of Fire 1991 鹿毛                                                         | Rainbow Quest                                                                         | Blushing Groom         | Blushing Groom   |
| 母 Quila 1997 栗毛                                                                    | 母の母Quest of Fire 1991 鹿毛                                                         | Rainbow Quest                                                                         | I Will Follow          |                  |
| 母 Quila 1997 栗毛                                                                    | 母の母Quest of Fire 1991 鹿毛                                                         | Vallee Dansante                                                                       | Lyphard                | Lyphard          |
| 母 Quila 1997 栗毛                                                                    | 母の母Quest of Fire 1991 鹿毛                                                         | Vallee Dansante                                                                       | Green Valley F-No.16-c |                  |

### 血統背景
- 母のいとこ、オーソライズド（2006年レーシングポストトロフィーなどG1競走3勝、種牡馬）
- 母のはとこ、ケープリズバーン（1999年TCK女王盃）
- 曾祖母の半弟、グリーンマウント（種牡馬）